# Anaconda gigante
Anaconda gigante é um termo usado para se referir a uma suposta existência das cobras anacondas com tamanhos maiores do que os normais. A lenda ou crença é baseada em relatos que datam da colonização europeia da América do Sul, quando avistamentos de anacondas gigantes começaram a circular entre os colonos. O tamanho das maiores anacondas tem sido objeto de debate desde então entre criptozoologistas e zoólogos.
Verificou-se que as anacondas crescem para tamanhos de 5,5 metros e 100 quilos. Em particular, a anaconda verde ou comum é a mais pesada e a maior entre todas as cobras existentes em termos de robustez, e é também a segunda mais longa.
Enquanto a mais comprida e confirmada anaconda foi de aproximadamente 5,5 m de comprimento, comprimentos muito acima disso foram relatados para esta espécie, sem verificação. Algumas reivindicações descrevem anacondas que variam de 8 a 12 m, embora estas permaneçam não verificadas.

## História

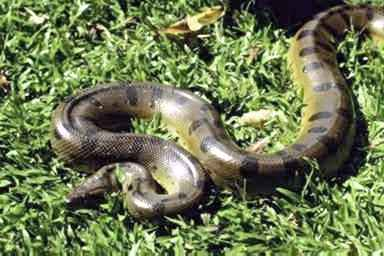
A anaconda verde, Eunectes murinus, é a maior espécie já encontrada.

Os primeiros avistamentos registrados de anacondas gigantes foram da época da colonização da América do Sul, quando os primeiros exploradores europeus entraram na selva densa e afirmaram ter visto cobras gigantes medindo até 30 metros de comprimento. Os nativos também relataram ter visto anacondas de 10 a 18 metros. Anacondas acima de 5 metros de comprimento são raras. A Wildlife Conservation Society, desde o início do século XX, ofereceu uma grande recompensa em dinheiro pela entrega de qualquer cobra de 9 m ou mais de comprimento, mas o prêmio nunca foi reivindicado, apesar dos numerosos avistamentos de anacondas gigantescas. Em uma pesquisa com 780 anacondas silvestres na Venezuela, a maior capturada foi de 5,2 m de comprimento. Em 1944 um espécime excedeu este tamanho quando uma expedição de petróleo na Colômbia afirmou ter medido uma anaconda que tinha 11,4 metros de comprimento, mas a sua alegação nunca foi provada.
O cientista Vincent Roth afirmou ter atirado e matado um espécime de 10,3 metros, mas como a maioria das outras alegações, não há evidências sólidas. Outra alegação de uma grande anaconda foi feita pelo aventureiro britânico Percy Fawcett. Após sua pesquisa de 1906 sobre a fronteira entre a Bolívia e o Brasil, Fawcett escreveu que ele havia atirado em uma anaconda que media cerca de 19 metros do nariz à cauda. Uma vez publicado, o relato de Fawcett foi ridicularizado. Décadas mais tarde, o criptozoologista belga Bernard Heuvelmans saiu em defesa de Fawcett, argumentando que os escritos de Fawcett eram geralmente honestos e confiáveis. O historiador Mike Dash escreveu sobre as alegações de anacondas ainda maiores, supostamente de até 45 metros, com alguns dos avistamentos suportados com fotos (embora as fotos não tenham escala). Dash notou que os relatos de uma anaconda de 18 metros sobrecarregam a credulidade e, em seguida, um espécime de 36 metros de comprimento seria uma impossibilidade.

## Na ficção
As anacondas foram destaque em muitas histórias da América Latina, como as escritas pelo escritor uruguaio Horacio Quiroga, que também fundou um grupo de intelectuais argentinos e uruguaios por volta de 1920 chamado Associação Anaconda. Ele também publicou um livro chamado Anaconda por volta de 1921. Willard Price, famoso autor de muitos livros infantis em meados do século XX, escreveu sobre um Anaconda de 10 metros em "Amazon Adventure".
O filme Anaconda, de 1997, apresentava uma anaconda gigante caçando e matando vários membros de uma equipe de documentaristas. O filme foi expandido para uma franquia de filmes.